# Barra de compás

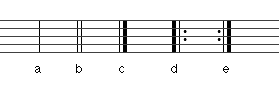
Figura 1. Barras de compás
a: barra simple
b: doble barra
c: doble barra final
d: inicio de repetición
e: fin de repetición.

La barra de compás o línea divisoria es un signo que se usa en notación musical representado como una línea vertical que atraviesa el pentagrama o pentagramas (en sistemas) separando los compases. En las partituras o partichelas las barras de compás sirven como método de organización que contribuye a una mejor orientación.

## Historia
El origen de las líneas divisorias se remonta al siglo XVI, según Pérez Gutiérrez y Michels aunque no se utilizan de manera sistemática sino una vez transcurrido el siglo XVII. Por otra parte, desde el siglo XVII en adelante empieza a significar que la nota inmediatamente posterior a la barra «configura un centro de gravedad».
Conforme a De Candé desde el siglo XIII se emplean barras verticales para indicar pausas. No obstante, la utilización de la barra de compás, así como del puntillo, tal y como los entendemos en la actualidad comenzó entre finales del siglo XIV y el siglo XVI.

## Descripción
Son las líneas verticales trazadas a través del pentagrama para marcar los compases. 
Normalmente estas barras se extienden verticalmente entre las líneas extremas del pentagrama, es decir, entre la primera línea y la quinta. Sin embargo, en ocasiones puede alargarse atravesando varios pentagramas constituyendo una barra de sistema. Esto se da por ejemplo cuando los pentagramas unidos pertenecen a un mismo instrumento como el piano o un conjunto instrumental.

## Tipos
En las partituras podemos encontrar varios tipos de barras de compás (ver Figura 1):
- barra de compás simple.
- barra de compás doble.
- barra de inicio de música.
- barra de fin de música.
- barra de inicio de repetición.
- barra de fin de repetición.

### Barra simple
En la música con un compás regular, la función de las barras es indicar un acento agógico periódico en la música, independientemente de su duración. 
En la música escrita en compases mixtos, las barras se usan para señalar el comienzo de los grupos de notas rítmicas. Pero esto está sujeto a grandes variaciones. Algunos compositores utilizan barras divisorias punteadas, el resto incluyendo Hugo Distler colocan barras divisorias en diferentes lugares de las diversas voces o partes para señalar agrupaciones muy variadas de una voz a otra.

«La barra divisoria es mucho, mucho más que un mero acento y no creo que pueda ser simulada por un acento, al menos no en mi música.»
 Igor Stravinsky

Las barras también indican agrupación: la rítmica de los pulsos dentro y entre las barras de compás, dentro y entre frases y en niveles superiores como la métrica.La barra simple indica el inicio del pentagrama

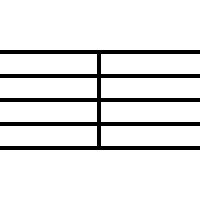
Barra simple.
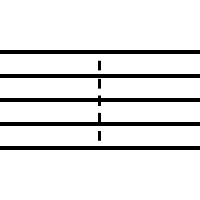
Barra simple punteada.

### Doble barra
Una doble barra puede estar representada de dos maneras diferentes  como(ver signos b y c en la Figura 1):
- Formada por dos líneas finas dibujadas muy juntas. Este signo sirve para separar dos secciones dentro de una pieza.[8] Igualmente se emplean cuando hay un cambio de armadura de clave, de compás o cambios sustanciales de estilo o tempo.[9][6][4]
- Formada por una línea fina seguida de una barra gruesa.[8] Por su parte, este símbolo se suele utilizar para señalar el comienzo y el final de una pieza o movimiento.[9]

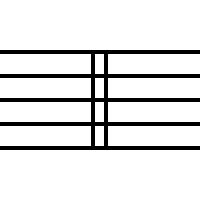
Doble barra intermedia.
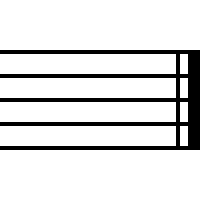
Doble barra final.

### Barra de repetición
La barra que se emplea como signo de repetición se parece a la doble barra que indica el final de una pieza. Pero la barra de repetición tiene además dos puntos colocados uno encima de otro.
La barra de fin de repetición indica que se repetirá la sección musical escrita inmediatamente antes de este signo. El comienzo del pasaje repetido puede ser marcado con una barra de inicio de repetición. Si bien, en el caso de que este signo no aparezca se entiende que la repetición ha de efectuarse desde el principio de la pieza o movimiento. Si la barra de inicio de repetición aparece al principio de un pentagrama, su función es indicar el comienzo del pasaje que se va a repetir.

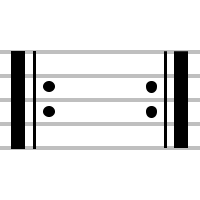
Barras de inicio y fin de repetición.